# Dismidila
Dismidila é um gênero de mariposa pertencente à família Crambidae.